# A szórakozott professzor
A szórakozott professzor (eredeti címén: The Absent-Minded Professor) egy 1961-ben bemutatott amerikai film, Robert Stevenson rendezésében.
A Medfield College professzora, Ned Brainard már harmadszor mulasztja el az esküvőjét a csinos Betsy Carlisle-lal, mivel teljesen elmerül egy tudományos kísérletben. Bár elveszíti a lányát a rivális professzor, Shelby Ashton javára, a feledékenysége meghozza gyümölcsét: létrehozza a Flubber-t, egy gumihoz hasonló anyagot, amely antigravitációs tulajdonságokkal rendelkezik. Új találmányával a gyenge Medfield kosárlabdacsapatot győzelemre vezeti Rutland College ellen, megakadályozza, hogy Alonzo Hawk bűnöző ellopja a Flubber-t, és visszanyeri Betsy kezét, egy Flubber-rel felszerelt T-modell Forddal Washingtonba repülve, hogy átadja az erőteljes találmányt a hálás kormánynak.
Fekete-fehér film, 96 perces játékidővel. 
A látványelemeket Robert A. Mattey és Eustace Lycett készítette, akik Oscar-díjra is jelöltek lettek. A filmhez használt technikák között szerepelt a nátrium-képernyős matricaeljárás, valamint a modellek és a huzalra függesztett makettek. A film „Medfield Fight Song” című dalát Richard M. Sherman és Robert B. Sherman írta, ez volt az első daluk egy Disney-filmhez. A kis költségvetésből készült film jól szerepelt a mozikban, folytatást eredményezett (A Flubber fia címmel), és 1967-ben és 1974-ben újranyomtatták. Fekete-fehérben 1981-ben és 1993-ban, majd 1986-ban színezett változatban jelent meg videón, miután az év márciusában a Disney Channel-en leadták. Ez volt az első Disney-film, amelyet színeztek, de a folyamat még gyerekcipőben járt, és az eredmények nem voltak túl látványosak. 1988-89-ben két, a filmre épülő televíziós epizódot is készítettek, Harry Anderson főszereplésével.

## Szereplők
| Szerep                        | Szerep            | Magyar hang  |
| ----------------------------- | ----------------- | ------------ |
| Professor Ned Brainard        | Fred MacMurray    |              |
| Betsy Carlisle                | Nancy Olson       |              |
| Biff Hawk                     | Tommy Kirk        |              |
| Professor Shelby Ashton       | Elliott Reid      |              |
| Védelmi miniszter             | Edward Andrews    | Horkai János |
| General Singer                | David Lewis       |              |
| Air-Force-Captain             | Jack Mullaney     |              |
| Mrs. Chatsworth               | Belle Montrose    |              |
| Lenny                         | Don Ross          |              |
| Officer Hanson                | James Westerfield |              |
| Rufus Daggett egyetemi rektor | Leon Ames         | Makay Sándor |
| Admiral Olmstead              | Raymond Bailey    |              |
| Riporter                      | Bill Baldwin      |              |
| Schiedsrichter                | Alan Carney       |              |
| General Hotchkiss             | Alan Hewitt       |              |
| General Poynter               | Wendell Holmes    |              |
| Rutland Coach                 | Gordon Jones      |              |
| Bill                          | Tommy Kirk        |              |
| Ned Brainard                  | Fred MacMurray    |              |
| Tűzoltóparancsnok             | Ed Wynn           |              |
| Alonzo P. Hawk                | Keenan Wynn       |              |

## További információ
- Hivatalos oldal
- A szórakozott professzor a PORT.hu-n (magyarul)
- A szórakozott professzor az Internet Movie Database-ben (angolul)
- A szórakozott professzor a Rotten Tomatoeson (angolul)
- A szórakozott professzor a Box Office Mojón (angolul)